# Cryptophaps poecilorrhoa
Cryptophaps poecilorrhoa là một loài chim thuộc chi đơn loài Cryptophaps trong họ Columbidae.